# Port de la Hourquette
Pour les articles homonymes, voir Hourquette.
Le port de la Hourquette (port dera Horqueta en occitan aranais) est un col pédestre de la chaîne pyrénéenne à 2 463 ou 2 464 m d'altitude à la frontière entre la France (département de l'Ariège, Occitanie) au nord et l'Espagne (val d'Aran, Catalogne) au sud.

## Toponymie
Le qualificatif de « port » (latin portus) désigne dans les Pyrénées un col. Hourquette signifie « petite fourche », désignant la forme en « V » du col vu sur la ligne de crête.

## Géographie
Situé à 2 463 ou 2 464 mètres d'altitude, le col permet de joindre uniquement par voie pédestre la vallée du Lez (commune de Sentein) au nord et la vallée du Río Unhòla (commune de Naut Aran) au sud. Les villages du val d'Aran desservis par une route et permettant de joindre le col sont Sant-Joan-de-Toran (commune de Canejan) et Bagergue (commune de Naut Aran). Les petits étangs de la Hourquette d'origine glaciaire sont en contrebas du col, sur le versant espagnol.

## Histoire
Ce col était fréquenté avant l'avènement de l'automobile, permettant aux éleveurs, aux colporteurs, aux contrebandiers et lors de conflits de passer d'un versant à l'autre des Pyrénées centrales. En vertu des accords de lies et passeries entre les communautés montagnardes des deux versants, étaient exercées la jouissance indivise des pâturages d'altitude et une liberté de commercer. Le val d'Aran, sur le bassin versant de la Garonne qui y prend sa source, barré vers l'Espagne par la Maladeta notamment en hiver (le premier tunnel de Vielha n'est ouvert qu'en 1948), était enclin naturellement à se fournir avec la France pour de très nombreuses marchandises. Le partage de la langue occitane facilitait encore ces échanges. Les importations d'Espagne étaient elles réduites au sel, à la laine de mouton, etc.
En octobre 1944, des guérilleros antifranquistes ayant participé à la Seconde Guerre mondiale au sein de la Résistance française et vétérans de la guerre d'Espagne tentent, en vain, une invasion du Val d'Aran. Le port de la Hourquette fut l'une des voies d'accès.

## Activités

### Protection environnementale
Depuis 2003, le port de la Hourquette est au cœur d'un site Natura 2000 intitulé « Vallée de l'Isard, mail de Bulard, pics de Maubermé, de Serre-Haute et du Crabère ». S'il est fréquenté d'une manière certaine par l'ours, d'autres espèces particulièrement rares ou endémiques des Pyrénées se trouvent dans le périmètre défini, comme l'aigle royal, le gypaète barbu, le desman des Pyrénées et le lézard pyrénéen du val d'Aran (Iberolacerta aranica). Endémique de ce secteur des Pyrénées centrales, ce dernier est considéré en danger (EN) sur la liste rouge de l'Union internationale pour la conservation de la nature.

### Randonnée
Le port de la Hourquette est concerné par des randonnées et itinéraires notamment pour le pic de Maubermé (2 880 m), point culminant du Couserans, et les étangs aranais en contrebas du pic de Crabère et du pic de Serre-Haute, notamment l'étang long de Liat.
Sur le versant français, le GRT51 relie le sentier de grande randonnée 10 au port.